# Stenoptilodes juanfernandicus
Stenoptilodes juanfernandicus là một loài bướm đêm thuộc họ Pterophoridae. Nó được tìm thấy ở Chile và Ecuador.
Sải cánh dài 17–18 mm. Con trưởng thành bay từ tháng 12 đến tháng 3.